# István Zádor

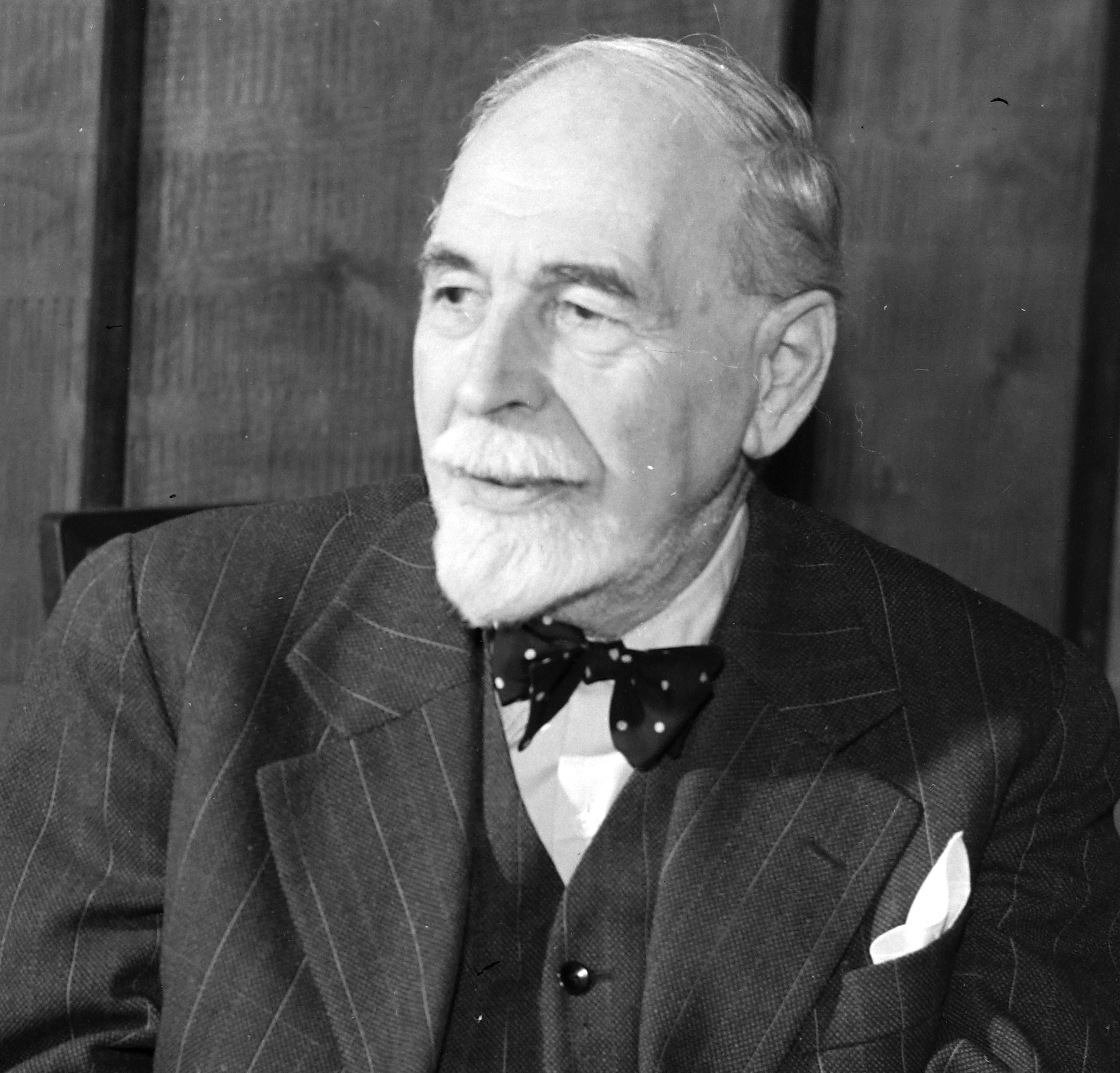
István Zádor (1958)

István Zádor (auch: Stefan Zádor; * 15. Januar 1882 in Kikinda; † 23. Mai 1963 in Budapest) war ein ungarischer Maler und Grafiker.

## Leben
Zádor wurde in Nagykikinda geboren, welches zum Zeitpunkt seiner Geburt noch zu Ungarn gehörte (heute zu Serbien). Er studierte an der Budapester Akademie, dann auch in Paris und Florenz. Studienreisen führten ihn außerdem nach England, Deutschland, Italien, Belgien, Holland, Polen, Russland und den Vorderen Orient. 
Zu Beginn des Ersten Weltkriegs wurde Zádor als Reserveoffizier zur Gemeinsamen Armee eingezogen. Er wurde Kompaniekommandant einer Feldkompanie des Honvéd-Infanterieregiments Nr. 49 und nahm am Feldzug gegen Serbien teil. Im November 1914 wurde er verwundet, was wohl zu seiner Aufnahme als Kriegsmaler in die Kunstgruppe des k.u.k. Kriegspressequartiers führte. Als solcher arbeitete er zunächst in den Frontabschnitten der 4. Armee in Galizien und Wolhynien und 1916 in Konstantinopel. Ab September 1916 war er Verbindungsoffizier und Kunstgruppenleiter bei der 3. Armee in Galizien, ab 1917 an der Isonzofront. 
Im Februar und März 1918 porträtierte er in Bukarest sämtliche Delegierte der Friedensverhandlungen, von April bis Juni 1918 führte er eine Künstlergruppe in die Ukraine bis Odessa.

## Werke (Auswahl)
- Flugplatz in Wolhynien, 1916, Bleistift auf Karton, 24,5 × 32,5 cm (Heeresgeschichtliches Museum Wien)
- Bau eines Flugplatzes in Galizien, Schwarze Kreide auf Papier, 27,5 × 36 cm (Heeresgeschichtliches Museum Wien)